# 기쿠지로의 여름
《기쿠지로의 여름》(菊次郎の夏)은 1999년에 개봉된 기타노 다케시 감독의 일본 영화이다. 제52회 칸 영화제 경쟁 부문 정식 출품작이며, 시즈오카현과 아이치현 도요하시시에서 촬영됐다. 제목의 ‘기쿠지로’는 다케시의 죽은 아버지의 이름이다.

## 줄거리
여름 방학이 되자 혼자가 된 초등학교 3학년인 마사오(세키구치 유스케)는 멀리 떨어저 사는 엄마를 만나기 위해 용돈을 모아 집을 나온다. 그 사실을 알고 걱정이 된 이웃집 아줌마(기시모토 가요코)는 중년 건달인 자기의 남편 기쿠지로(비트 다케시)를 동행시켜, 마사오와 기쿠지로는 엄마를 찾기 위한 여행을 떠난다.

## 출연진
- 기쿠지로 - 비트 다케시
- 기쿠지로의 아내 - 기시모토 가요코
- 마사오 - 세키구치 유스케[2]
- 마사오의 엄마 - 다이케 유코[3]
- 마사오의 할머니 - 요시유키 카즈코
- 차를 태워주는 여자(마술사 아가씨) - 호소카와 후미에
- 변태 아저씨 - 마로 아카지
- 오토바이 남자(뚱보 아저씨) - 그레이트 기다유
- 오토바이 남자의 친구(대머리 아저씨) - 이데 랏쿄
- 안짱(착한 아저씨) - 이마무라 네즈미
- 야쿠자 간부 - 세키네 다이가쿠
- 야쿠자 - 다나카 요지, 이나미야 마코토, 무라사와 도시히코
- 버스 정류장에서 만난 남자 - 비트 기요시
- 스테이크 가게 - 스와 다로 등
- 호스티스 - 고지마 가나코, 나기다 교코, 쓰카모토 유키 등
- 다케다의 아내 - 기시모토 가요코

## 제작진
- 감독 - 기타노 다케시
- 제작 - 모리 마사유키, 요시다 다키오
- 각본 - 기타노 다케시
- 촬영 - 야나기지마 가쓰오
- 미술 - 이소다 노리히로
- 음악 - 히사이시 조
- 편집 - 기타노 다케시

## 수상
- 제23회 일본 아카데미상
  - 우수 작품상
  - 최우수 여우조연상 - 기시모토 가요코
  - 최우수 음악상 - 히사이시 조
- 제9회 도쿄 스포츠 영화대상
  - 남우주연상 - 비트 다케시
  - 특별상 - 이데 랏쿄
- 제21회 요코하마 영화제 일본 영화 베스트 10 제5위[4]

## 기타
- 중간중간 마사오의 꿈이나 환상이 꽤 기괴하다. 또한 각화 부제를 얘기해주는 컷신이 엄청 우스꽝스러우면서 주제를 잘 함축했다.